# 조이드 신세기 슬래시 제로
조이드 신세기 슬래시 제로(ゾイド新世紀／ゼロ)는 조이드 시리즈 애니메이션의 두 번째 작품이다.

## 스토리
정커인 소년 비트 클라우드는 특이한 인간으로 다른 정커들과는 달리 한 곳에 머물러있지 않고 여기저기 여행을 다니며 파츠를 모은다. 그가 파츠를 모으는 곳은 주로 조이드 배틀의 현장으로 전투가 끝난 후 부서진 파츠들을 모으는 것이다. 이 과정에서 팀 블릿츠의 시합을 방해하게 되고, 결국 에이스였던 레온이 부상을 입어버리게 된다.
에이스가 부상을 당하고, 재시합도 얼마 남지 않은 상황에서, 아무도 움직이지 못했던 라이거 제로를 비트 클라우드는 조작해내는데 성공한다. 라이거 제로와 함께 레온 대신에 첫 승리를 거둔 비트 클라우드는 본격적으로 조이드 배틀에 참여하게 된다.
한편 그런 그에게서 무언가를 느낀 레온은 그에게 팀 블릿츠를 맡기고 자신은 비트가 했던 것처럼 여행을 떠나게 된다.
한편 백드래프트단은 여느 때처럼 배틀에 난입해서 조이드 워리어들에게 시합을 걸어오고 있었다. 뛰어난 전력을 가진 백드래프트단을 비트 클라우드와 라이거 제로가 패퇴시키는데 성공하고, 이후 백드래프트단은 라이거 제로를 주시하게 된다. 
그것이 그들이 찾던 전설의 조이드 얼티메이트 X라는 확신을 가지고 있다.